# Tropidodipsas papavericola
Tropidodipsas papavericola — вид змій родини полозових (Colubridae). Ендемік Мексики. Описаний у 2021 році.

## Поширення і екологія
Tropidodipsas papavericola мешкають в горах Південної Сьєрра-Мадре в штаті Герреро. Вони живуть у широколистяних і вічнозелених тропічних лісах, в гірських хмарних лісах та в сосново-дубових гірських лісах. Зустрічаються на висоті від 1600 до 2200 м над рівнем моря.